# Oscar voor beste verhaal
De Academy Award voor beste verhaal (Engels: Academy Award for Best (Motion Picture) Story, ook bekend als de Oscar voor beste verhaal) was een jaarlijkse filmprijs van de Academy of Motion Picture Arts and Sciences. Deze prijs werd uitgereikt sinds het begin van de Academy Awards in 1927 tot 1957. De categorie bestond naast de Academy Award voor beste bewerkte scenario en vanaf 1940 ook naast de Academy Award voor beste originele scenario.

## Winnaars en genomineerden
De winnaars staan bovenaan in vette letters op een gele achtergrond. De overige films en scenaristen die werden genomineerd staan eronder vermeld in alfabetische volgorde.

### 1927-1929
| Jaar             | Film                               | Scenarist(en)                      |
| ---------------- | ---------------------------------- | ---------------------------------- |
| 1927–28 (1ste)   |                                    |                                    |
| Underworld       | Ben Hecht                          |                                    |
| The Last Command | Lajos Bíró                         |                                    |
| 1928–29 (2de)    | Geen uitreiking in deze categorie. | Geen uitreiking in deze categorie. |

### 1930-1939
| Jaar                          | Film                                                           | Scenarist(en)                      |
| ----------------------------- | -------------------------------------------------------------- | ---------------------------------- |
| 1929–30 (3de)                 | Geen uitreiking in deze categorie.                             | Geen uitreiking in deze categorie. |
| 1930–31 (4de)                 |                                                                |                                    |
| The Dawn Patrol               | John Monk Saunders                                             |                                    |
| The Doorway to Hell           | Rowland Brown                                                  |                                    |
| Laughter                      | Harry d'Abbadie d'Arrast, Douglas Doty en Donald Ogden Stewart |                                    |
| The Public Enemy              | John Bright en Kubec Glasmon                                   |                                    |
| Smart Money                   | Lucien Hubbard en Joseph Jackson                               |                                    |
| 1931–32 (5de)                 |                                                                |                                    |
| The Champ                     | Frances Marion                                                 |                                    |
| Lady and Gent                 | Grover Jones en William Slavens McNutt                         |                                    |
| The Star Witness              | Lucien Hubbard                                                 |                                    |
| What Price Hollywood?         | Adela Rogers St. Johns en Jane Murfin                          |                                    |
| 1932–33 (6de)                 |                                                                |                                    |
| One Way Passage               | Robert Lord                                                    |                                    |
| The Prizefighter and the Lady | Frances Marion                                                 |                                    |
| Rasputin and the Empress      | Charles MacArthur                                              |                                    |
| 1934 (7de)                    |                                                                |                                    |
| Manhattan Melodrama           | Arthur Caesar                                                  |                                    |
| Hide-Out                      | Mauri Grashin                                                  |                                    |
| The Richest Girl in the World | Norman Krasna                                                  |                                    |
| 1935 (8ste)                   |                                                                |                                    |
| The Scoundrel                 | Ben Hecht en Charles MacArthur                                 |                                    |
| Broadway Melody of 1936       | Moss Hart                                                      |                                    |
| G-Men                         | Gregory Rogers                                                 |                                    |
| The Gay Deception             | Don Hartman en Stephen Avery                                   |                                    |
| 1936 (9de)                    |                                                                |                                    |
| The Story of Louis Pasteur    | Pierre Collings en Sheridan Gibney                             |                                    |
| Fury                          | Norman Krasna                                                  |                                    |
| The Great Ziegfeld            | William Anthony McGuire                                        |                                    |
| San Francisco                 | Robert Hopkins                                                 |                                    |
| Three Smart Girls             | Adele Comandini                                                |                                    |
| 1937 (10de)                   |                                                                |                                    |
| A Star Is Born                | William A. Wellman en Robert Carson                            |                                    |
| Black Legion                  | Robert Lord                                                    |                                    |
| In Old Chicago                | Niven Busch                                                    |                                    |
| The Life of Emile Zola        | Heinz Herald en Geza Herczeg                                   |                                    |
| One Hundred Men and a Girl    | Hanns Kräly                                                    |                                    |
| 1938 (11de)                   |                                                                |                                    |
| Boys Town                     | Dore Schary en Eleanore Griffin                                |                                    |
| Alexander's Ragtime Band      | Irving Berlin                                                  |                                    |
| Angels with Dirty Faces       | Rowland Brown                                                  |                                    |
| Blockade                      | John Howard Lawson                                             |                                    |
| Mad About Music               | Marcella Burke en Frederick Kohner                             |                                    |
| Test Pilot                    | Frank Wead                                                     |                                    |
| 1939 (12de)                   |                                                                |                                    |
| Mr. Smith Goes to Washington  | Lewis R. Foster                                                |                                    |
| Bachelor Mother               | Felix Jackson                                                  |                                    |
| Love Affair                   | Mildred Cram en Leo McCarey                                    |                                    |
| Ninotchka                     | Melchior Lengyel                                               |                                    |
| Young Mr. Lincoln             | Lamar Trotti                                                   |                                    |

### 1940-1949
| Jaar                             | Film                                         | Scenarist(en) |
| -------------------------------- | -------------------------------------------- | ------------- |
| 1940 (13de)                      |                                              |               |
| Arise, My Love                   | Benjamin Glazer en John S. Toldy             |               |
| Comrade X                        | Walter Reisch                                |               |
| Edison, the Man                  | Dore Schary en Hugo Butler                   |               |
| My Favorite Wife                 | Bella Spewack, Samuel Spewack en Leo McCarey |               |
| The Westerner                    | Stuart N. Lake                               |               |
| 1941 (14de)                      |                                              |               |
| Here Comes Mr. Jordan            | Harry Segall                                 |               |
| Ball of Fire                     | Billy Wilder en Thomas Monroe                |               |
| The Lady Eve                     | Monckton Hoffe                               |               |
| Meet John Doe                    | Richard Connell en Robert Presnell           |               |
| Night Train                      | Gordon Wellesley                             |               |
| 1942 (15de)                      |                                              |               |
| The Invaders                     | Emeric Pressburger                           |               |
| Holiday Inn                      | Irving Berlin                                |               |
| The Pride of the Yankees         | Paul Gallico                                 |               |
| The Talk of the Town             | Sidney Harmon                                |               |
| Yankee Doodle Dandy              | Robert Buckner                               |               |
| 1943 (16de)                      |                                              |               |
| The Human Comedy                 | William Saroyan                              |               |
| Action in the North Atlantic     | Guy Gilpatric                                |               |
| Destination Tokyo                | Steve Fisher                                 |               |
| The More the Merrier             | Robert Russell en Frank Ross                 |               |
| Shadow of a Doubt                | Gordon McDonell                              |               |
| 1944 (17de)                      |                                              |               |
| Going My Way                     | Leo McCarey                                  |               |
| A Guy Named Joe                  | Chandler Sprague en David Boehm              |               |
| Lifeboat                         | John Steinbeck                               |               |
| None Shall Escape                | Alfred Neumann en Joseph Than                |               |
| The Sullivans                    | Edward Doherty en Jules Schermer             |               |
| 1945 (18de)                      |                                              |               |
| The House on 92nd Street         | Charles G. Booth                             |               |
| The Affairs of Susan             | Thomas Monroe en Laszlo Gorog                |               |
| A Medal for Benny                | John Steinbeck en Jack Wagner                |               |
| Objective, Burma!                | Alvah Bessie                                 |               |
| A Song to Remember               | Ernst Marischka                              |               |
| 1946 (19de)                      |                                              |               |
| Vacation from Marriage           | Clemence Dane                                |               |
| The Dark Mirror                  | Vladimir Pozner                              |               |
| The Strange Love of Martha Ivers | John Patrick                                 |               |
| The Stranger                     | Victor Trivas                                |               |
| To Each His Own                  | Charles Brackett                             |               |
| 1947 (20ste)                     |                                              |               |
| Miracle on 34th Street           | Valentine Davies                             |               |
| A Cage of Nightingales           | Georges Chaperot en René Wheeler             |               |
| It Happened on Fifth Avenue      | Herbert Clyde Lewis en Frederick Stephani    |               |
| Kiss of Death                    | Eleazar Lipsky                               |               |
| Smash-Up, the Story of a Woman   | Dorothy Parker en Frank Cavett               |               |
| 1948 (21ste)                     |                                              |               |
| The Search                       | Richard Schweizer en David Wechsler          |               |
| Louisiana Story                  | Frances Flaherty en Robert Flaherty          |               |
| The Naked City                   | Malvin Wald                                  |               |
| Red River                        | Borden Chase                                 |               |
| The Red Shoes                    | Emeric Pressburger                           |               |
| 1949 (22ste)                     |                                              |               |
| The Stratton Story               | Douglas Morrow                               |               |
| Come to the Stable               | Clare Boothe Luce                            |               |
| It Happens Every Spring          | Shirley W. Smith en Valentine Davies         |               |
| Sands of Iwo Jima                | Harry Brown                                  |               |
| White Heat                       | Virginia Kellogg                             |               |

### 1950-1956
| Jaar                                   | Film                                                                       | Scenarist(en) |
| -------------------------------------- | -------------------------------------------------------------------------- | ------------- |
| 1950 (23ste)                           |                                                                            |               |
| Panic in the Streets                   | Edna Anhalt en Edward Anhalt                                               |               |
| Bitter Rice                            | Giuseppe De Santis en Carlo Lizzani                                        |               |
| The Gunfighter                         | William Bowers en André de Toth                                            |               |
| Mystery Street                         | Leonard Spigelgass                                                         |               |
| When Willie Comes Marching Home        | Sy Gomberg                                                                 |               |
| 1951 (24ste)                           |                                                                            |               |
| Seven Days to Noon                     | Paul Dehn en James Bernard                                                 |               |
| Bullfighter and the Lady               | Budd Boetticher en Ray Nazarro                                             |               |
| The Frogmen                            | Oscar Millard                                                              |               |
| Here Comes the Groom                   | Robert Riskin en Liam O'Brien                                              |               |
| Teresa                                 | Alfred Hayes en Stewart Stern                                              |               |
| 1952 (25ste)                           |                                                                            |               |
| The Greatest Show on Earth             | Fredric M. Frank, Theodore St. John en Frank Cavett                        |               |
| My Son John                            | Leo McCarey                                                                |               |
| The Narrow Margin                      | Martin Goldsmith en Jack Leonard                                           |               |
| The Pride of St. Louis                 | Guy Trosper                                                                |               |
| The Sniper                             | Edna Anhalt en Edward Anhalt                                               |               |
| 1953 (26ste)                           |                                                                            |               |
| Roman Holiday                          | Dalton Trumbo                                                              |               |
| Above and Beyond                       | Beirne Lay jr.                                                             |               |
| The Captain's Paradise                 | Alec Coppel                                                                |               |
| Hondo                                  | Louis L'Amour                                                              |               |
| Little Fugitive                        | Ray Ashley, Morris Engel en Ruth Orkin                                     |               |
| 1954 (27ste)                           |                                                                            |               |
| Broken Lance                           | Philip Yordan                                                              |               |
| Bread, Love and Dreams                 | Ettore Margadonna                                                          |               |
| Forbidden Games                        | François Boyer                                                             |               |
| Night People                           | Jed Harris en Tom Reed                                                     |               |
| There's No Business Like Show Business | Lamar Trotti                                                               |               |
| 1955 (28ste)                           |                                                                            |               |
| Love Me or Leave Me                    | Daniel Fuchs                                                               |               |
| The Private War of Major Benson        | Joe Connelly en Bob Mosher                                                 |               |
| Rebel Without a Cause                  | Nicholas Ray                                                               |               |
| The Sheep Has Five Legs                | Jean Marsan, Henri Troyat, Jacques Perret, Henri Verneuil en Raoul Ploquin |               |
| Strategic Air Command                  | Beirne Lay jr.                                                             |               |
| 1956 (29ste)                           |                                                                            |               |
| The Brave One                          | Dalton Trumbo                                                              |               |
| The Eddy Duchin Story                  | Leo Katcher                                                                |               |
| High Society                           | Edward Bernds en Elwood Ullman                                             |               |
| The Proud and the Beautiful            | Jean-Paul Sartre                                                           |               |
| Umberto D.                             | Cesare Zavattini                                                           |               |